# İsmail Hakkı Uzunçarşılı
İsmail Hakkı Uzunçarşılı (Eyüp, Istanbul, Imperi Otomà, 23 d'agost de 1888 - İstanbul, Turquia, 10 d'octubre de 1977) va ser un historiador i polític (diputat de Balıkesir el 1927) turc.

## Obres[3]
- 19?: Kastamonu tarihi

Kastamonu Meşâhiri Ankara:Kastamonu Eğitim Yüksekokulu Yayınları, 1990.
- 1924: Balıkesir tarihi

Karesi Meşahiri (Balıkesir Meşhurları Balikesir:Zağnos Kültür ve Eğitim Vakfı. 1999, ISBN 975-94473-2-0.
Karesi Vilâyeti Tarihçesi (haz. Abdülmecid Mutaf), Balıkesir:Zağnos Kültür ve Eğitim Vakfı; 2000, ISBN 975-94473-3-9.
- 1929: Afyon Karahisar, Sandıklı, Bolvadin, Çay, İsaklı, Manisa, Birgi, Muğla, Milas, Peçin, Denizli, Isparta, Atabey ve Eğirdir'deki Kitabeler ve sahip, Saruhan, Aydın, Menteşe, İnanç, Hamit Oğulları hakkında malûmat, Devlet Matbasi 1929
- 1932: Bizans ve Selçukilerle Germiyan ve Osman Oğulları zamanında Kütahya Şehri

Bizans ve Selçukilerle Germiyan ve Osman Oğulları zamanında Kütahya Şehri, İstanbul:Maarif Matbaası 1932
- 1937: Anadolu Beylikleri ve Akkoyunlu, Karakoyunlu Devletleri

Anadolu Beylikleri ve Akkoyunlu, Karakoyunlu Devletleri Ankara:Türk Tarih Kurumu 1988 ISBN 975-16-0044-8
- 1942: Meşhur Rumeli Ayanları

Meşhur Rumeli Ayanlarından Tirsinikli İsmail, Yılık Oğlu Süleyman Ağalar ve Alemdar Mustafa Paşa İstanbul:Türk Tarih Kurumu Yayınları; 1942
- 1945: Osmanlı Devleti Saray Teşkilatı

Osmanlı Devleti Saray Teşkilatı Ankara:Türk Tarih Kurumu 1988 (3. Edició) ISBN 975-16-0011-1.
- 1965: Osmanlı Devletinin İlmiye Teşkilatı

Osmanlı Devletinin İlmiye Teşkilatı Ankara:Türk Tarih Kurumu 1988 ISBN 975-16-0043-X
- 19?: Osmanlı Devletinin Merkez ve Bahriye Teşkilatı

Osmanlı Devletinin Merkez ve Bahriye Teşkilâtı Ankara:Türk Tarih Kurumu Yayınları VIII. Dizi 1988 (3. Edició) ISBN 975-16-0042-1
- 19?: Osmanlı Devleti Teşkilatında Kapukulu Ocakları

Osmanlı Devleti Teşkilâtında Kapukulu Ocakları. Cilt 1. Acemi Ocağı ve Yeniçeri Ocağı, Ankara: Türk Tarih Kurumu 1988 (. Baskı) ISBN 975-16-0057-X
Osmanlı Devleti Teşkilatından Kapukulu Ocakları. Cilt 2. Cebeci, Topçu, Top Arabacıları, Humbaracı. Lağımcı Ocakları ve Kapukulu Süvarileri. Ankara:Türk Tarih Kurumu 1988 (. Baskı) ISBN 975-16-0058-8
- 19?: Osmanlı Devletinin Teşkilatına Medhal

Osmanlı Devleti Teşkilatına Medhal: Büyük Selçukîler, Anadolu Selçukîlerî, Anadolu Beylikleri, İlhânîler, Karakoyunlu ve Akkoyunlularla Memlûklerdeki Devlet Teşkilâtına Bir Bakış. Ankara:Türk Tarih Kurumu 1988 (4. Baskı) ISBN 975-16-0040-5
- 1972-1978: Osmanlı Tarihi IV. Cilt

Osmanlı Tarihi I. Cilt: Anadolu Selçukluları ve Anadolu Beylikleri Hakkında bir Mukaddime ile Osmanlı Devleti'nin Kuruluşundan İstanbul'un Fethine Kadar, Ankara:Türk Tarih Kurumu 2003 (8. Baskı) ISBN 975-16-0011-1.
Osmanlı Tarihi II. Cilt: İstanbul'un Fethinden Kanunî Sultan Süleyman'ın Ölümüne Kadar Ankara:Türk Tarih Kurumu 1998 (8. Edició) ISBN 975-16-0012-X
Osmanlı Tarihi III. Cilt 1. Kısım: II. Selim'in Tahta Çıkışından 1699 Karlofça Andlaşmasına Kadar Ankara:Türk Tarih Kurumu 2003 (6. Baskı) ISBN 975-16-0013-8
Osmanlı Tarihi III. Cilt 2. Kısım: XVI. Yüzyıl Ortalarından XVI. Yüzyıl Sonuna Kadar Ankara:Türk Tarih Kurumu 1995 (6. Edició) ISBN 975-16-0014-6
Osmanlı Tarihi IV. Cilt 1. Kısım:Karlofça Antlaşmasından XVIII. Yüzyılın Sonlarına Kadar Ankara:Türk Tarih Kurumu 1995 (5. Edició) ISBN 975-16-0015-4
Osmanlı Tarihi IV. Cilt 2. Kısım: XVIII. Yüzyıl Ankara:Türk Tarih Kurumu 2003 (5. Baskı) ISBN 975-16-0016-2
- 19?: Çandarlı Vezir Ailesi

Çandarlı Vezir Ailesi Ankara:Türk Tarih Kurumu 1988 ISBN 975-16-0441-9
- 19?: Midhad Paşa ve Yıldız Mahkemesi

Midhad Paşa ve Yıldız Mahkemesi Ankara:Türk Tarih Kurumu 2000 (2. Edició) ISBN 975-16-1345-0
- 19?: Hürriyet Kahramanı Resneli Niyazi Hatıratı : Hürriyet Kahramanı

Hürriyet Kahramanı Resneli Niyazi Hatıratı : Hürriyet Kahramanı İstanbul:Örgün Yayınevi 2003 ISBN 975-7651-25-7
- 19? :Mekke-i Mükerreme Emîrleri

Mekke-i Mükerreme Emîrleri Ankara:Türk Tarih Kurumu 1985 (2. Edició) ISBN
- 19? : Topkapı Sarayı Müzesi Osmanlı Saray Arşivi Kataloğu: Fermanlar (İbrahim Kemal Baybura, İsmail Hakkı Uzunçarşılı, Ülkü Altındağ)

Topkapı Sarayı Müzesi Osmanlı Saray Arşivi Kataloğu: Fermanlar Ankara:Türk Tarih Kurumu 1985 (2. Edició)